# Brouwerij Van Havermaet
De Brouwerij De Duif, ook Brouwerij Van Havermaet genaamd, is een voormalige brouwerij uit De Klinge in de Belgische provincie Oost-Vlaanderen. De brouwerij was actief tot 1944. 

## Bieren[2]
- Extra Stout